# 隠州視聴合紀
『隠州視聴合紀（いん・おんしゅうしちょうがっき）』は、江戸時代の寛文7年（1667年）に著された隠州（隠岐国）の地誌である。全4巻地図1葉。『隠州視聴合記』とも表記する。
隠岐島に関する地誌としては現存最古のもので、原本の所在は不明であるものの写本が点々と残されている。著者は不明であるが、当時の地誌類の中でも内容的に優れており、隠岐島の歴史を語る上で欠かせないものとされている。

## 成立
序文によると
「丁未年秋八月。命を奉じて隠州に到る。（中略）窮郷遠井を巡見し、令を道路に布（し）く也。その暇日に老農遺口の伝へる所を聞き、水村山郭霊社古寺の在る所を筆す（原漢文）」
とあり、丁未年は寛文7年に相当するので、この年に成ったと見られている。

## 著者
著者名を欠いているため不明であるが、昭和16年（1941年）刊の『松江市史』で、松江藩の藩士、斎藤勘介（豊宣、豊仙）が隠岐郡代として渡島した折のものであるとしており、それ以来この人物が有力となっている。また、序文にある「命」を「幕命」（幕府の命令）と見た場合、隠岐の島町加茂の井上家に伝わる古文書に、当時大巡見使として稲葉清左衛門、市橋三四郎、徳永頼母の3名が渡島した記録が残されており、この中の誰か、もしくは彼等に随行した能筆者であった可能性もある。いずれにせよその記述から、相当な学識を有する者の手に成ったものであろうと推察される。

## 内容

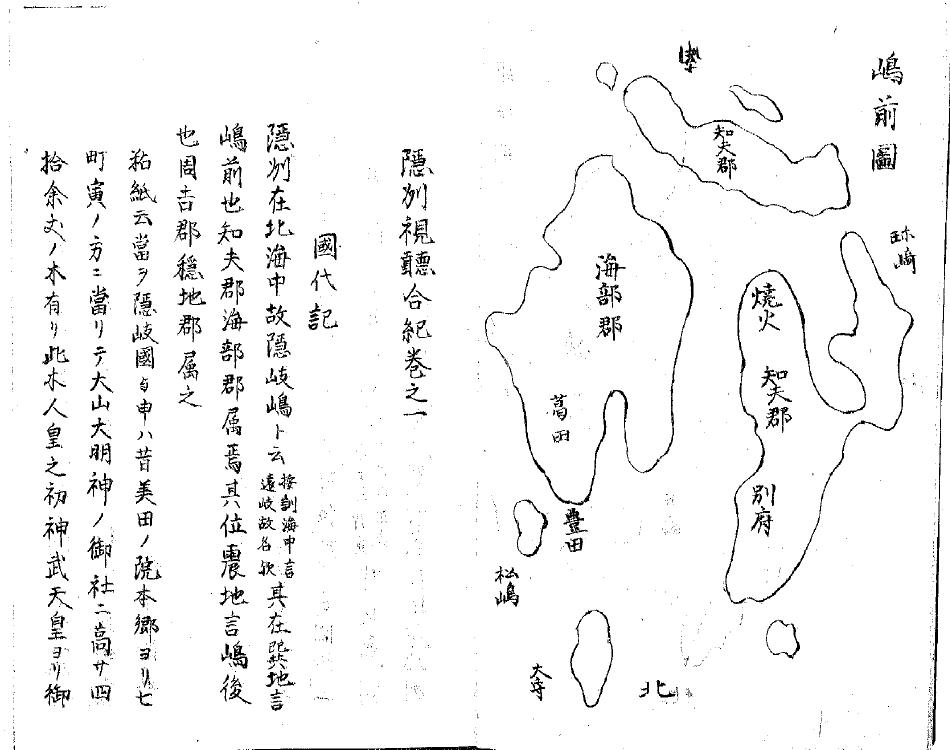
隠岐（島前）の添付図

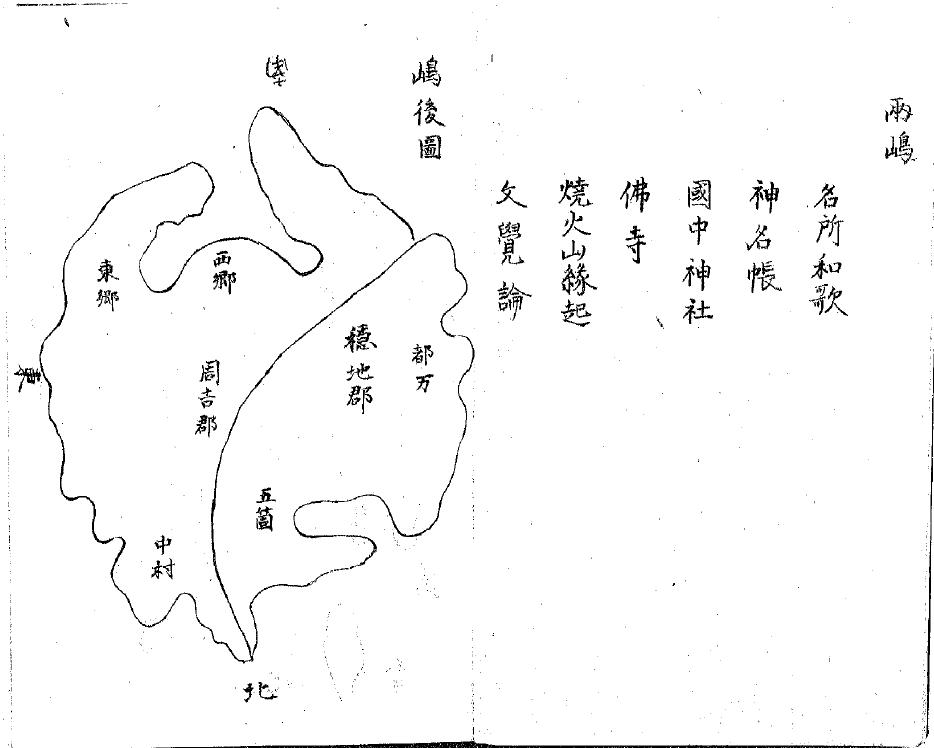
隠岐（島後）の添付図

序文に、「寛文7年に隠岐島を実地踏査した折に、土地の老人や古社寺から聞き書きした」とあるように、地勢の概要、人口、名勝・旧跡・神社仏閣の現状・故事・儀礼などを紀行文風に綴っている。また、戸数、石高、物産などは記さないため、後世の『増補隠州記』などとは異なり、いわゆる国政要覧とはなっていないが、当時の隠岐島の実状を詳細かつ正確に記録し、特に一々の地名とその間の距離を細かに記載するため、現在の地形や地名と対比する際には大いに参考となる。
序文、本文、末尾（社寺一覧・「焼火山縁起」・「文覚論」・「名所和歌」）で構成され、巻1（序文と「国代記」）と末尾の「焼火山縁起」、「文覚論」を漢文で、本文他を仮名交じり文で記載するが、本文中の著者の私見は漢文となっている。また古社寺の記載にあたっては、神社の考証を詳細に述べる一方、仏説には厳しい態度を見せるが、決して誇張したものではなく、むしろ全てに亘って謙虚な筆致となっている。
巻の一
序文と「国代記」
- 序文は上述。「国代記」は隠岐島の位置概略を記した後、源義親が隠岐島を領して以後の歴史を述べる。
- 「国代記」中に竹島(当時は松嶋と言った)および鬱陵島(当時は竹嶋と言った)についての記載がある。

巻の二
周吉郡
- 西郷（旧西郷町、現隠岐の島町城北町一帯。以下括弧内は現在の地名を記す）から始まり島後（どうご）を東から北へ廻って西村（隠岐の島町西村）に進み、中条（なかすじ）道を経て原田里（同町原田）に出てから南下して蛸木浦（同町蛸木）に至る。

巻の三
穏地郡
- 津戸村（隠岐の島町津戸）から西を廻り、最北の伊後村（同町伊後）に至って島後を終える。

巻の四
島前（どうぜん）（知夫郡・海部郡）・社寺一覧・「焼火山縁起」・「文覚論」・「名所和歌」
- 島前部は別府（西ノ島町別府）に始まり、宇賀村（同町宇賀）、美田郷（同町美田）、浦ノ郷（同町浦郷）を廻って知夫島へ渡り、次いで中ノ島へ渡って豊田湊（海士町豊田）に至り全島の記述を終える。
- 社寺一覧は文字通り神社と寺院の一覧であるが、後者がほぼ当時の寺院の宗派・寺院名を記すのに対し、前者は『延喜式神名帳』の神社（いわゆる式内社）と、玉若酢命神社に伝わる『隠州神名帳』を写したもので、当時の神社の一覧とはなっていない。
- 「焼火山縁起」は焼火神社（西ノ島町美田鎮座。当時は焼火山雲上寺と号していた）の縁起であるが、何らの批評も加えず、伝承をそのまま記している。なお、同神社には万治2年（1659年）の年紀を持つ『焼火山縁起』が伝わり、著者は弗緩子と記されているが、その弗緩子は『視聴合紀』の著者と目される斎藤勘介の雅号であるという。
- 「文覚論」は、『平家物語』や『源平盛衰記』で隠岐へ流されたとされる文覚に対する人物評。厳しい批判を下すものの、態度は公平で、読む者をして首肯せしむるものがあるという。
- 「名所和歌」は、文字通り隠岐島の名所とそこに因む和歌を載せる。

## 竹島と鬱陵島の記述
「隠州視聴合紀」は隠岐国の地誌であるが、この地誌の国代記には現在領土問題となっている竹島と鬱陵島の記述も見られる。「隠州視聴合紀」の書かれる約50年前の1618年（元和4年）伯耆米子（現・鳥取県米子市）の商人、大谷、村川両家が江戸幕府より竹島鬱陵島渡海免許を受けており、1698年まで毎年交代で鬱陵島を開発していたため、この地誌にも竹島と鬱陵島に関する以下の記述がある。（当時、鬱陵島は「竹島」または「磯竹島」、現在の竹島は「松島」と呼ばれていた）
現在の韓国は、この地誌の下記の記述を取り上げ、「此州（この州）」は隠州であり、日本の領土は隠岐までであり現在の竹島は日本領ではないと主張している。しかし「隠州視聴合紀」は隠州の紹介であり、その一部として、松島（現竹島）、磯竹島（欝陵島）と、竹、魚、海獣などの資源について書かれている。また、朝鮮通交大紀五（慶長十九年甲寅：1614年）によれば「此比礒竹島を以て日本の境なりとせし也」と書かれており、幕府の磯竹島（鬱陵島）に対する領有認識があったと見られる。竹島一件の前に書かれた隠州視聴合紀の認識は、隠州の境界、即ち日本の境界は磯竹島（欝陵島）という認識で書かれている。
また、朝鮮通交大紀五（慶長十九年甲寅：1614年）には「彼國宗東萊府使尹守謙、公智に復せし書有り、其いはゆる礒竹島は我國の鬱陵島なりといふを以て答へしなり」との記述もあり、日朝の双方で領有を主張していたことが伺える。隠州視聴合紀が書かれた26年後の1693年には、鬱陵島へ来ていた朝鮮の漁民安龍福を連行したことを発端に、日本と朝鮮の間で鬱陵島の領有をめぐる外交交渉が始まった（竹島一件）。その結果、欝陵島は朝鮮の領有となり、日本は欝陵島への渡海を禁止した。
原文　　　＊当時の日本では鬱陵島を「竹島」または「磯竹島」、現在の竹島を「松島」と呼んでいた。
翻訳